# Hortensia (chanteuse)
Pour les articles homonymes, voir Hortensia (homonymie).
Hortensia, de son vrai nom Mireille Vigilant, est une auteure-compositrice-interprète et chanteuse de musique traditionnelle créole, originaire de la Guyane.

## Biographie
Née en Guyane, fille de Adélaïde Cinnac (ou Sinnac), elle est originaire de la commune de Roura. Elle se produit à la radio à partir des années 1990.
Elle est nommée en 2019 aux Lindor de la musique guyanaise, en tant qu’interprète de musique traditionnelle. Elle y reçoit un prix spécial pour l’ensemble de sa carrière.
Elle meurt le 20 mai 2020, à l’âge de 89 ans.

## Discographie
Elle n’a sorti qu’un seul album, du haut de ses 86 ans, en 2018, nommé « Tchenbé Tchò Ké Hortensia ». 